# Економіка Сальвадору
Сальвадор — переважно, аграрна країна.

## Історична довідка
На початку XVII століття основою економіки став землеробство, головним чином — орієнтування на експорт виготовлення індіго та какао. При цьому, варто відзначити, що в колоніальний період розвиток економіки штучно стримувалось Іспанією.
В 1870-ті роки розпочався розвиток капіталістичних відношень і проникнення в країну іноземного капіталу, в цей час почалось будівництво залізниць та розвиток культури кава, який став пізніше головною статтею експорту та основою економіки країни.
Наприкінці XIX ст. аж до 1914 року лідируючі позиції в економіці Сальвадору займала Англія і меншою мірою — інші європейські країни (Німеччина та Франція), вплив США був значно меншим.
В цей період, в кінці XIX — початку XX століття формується правляча олігархія «кавових баронів» (14 сімей «кофетелерос»), яка значною мірою контролювала економічне та політичне життя країни.
За часів правління Карлоса Есета (1890-ті роки) були проведені обмежені реформи, направленні на закріплення та розвиток економіки країни та деякі соціальні гарантії, регламентувавши працю селян, які дозволили покращити умови їхнього життя (зокрема, визначені розміри денного відпрацювання для здольників — «урок» завбільшки 10 ліктів на 10 п'ядей; для землевласників було введено обов'язок щоденно готувати батраків на польових роботах).

### Економіка Сальвадору в 1900–1945 роки
Під час правління генерала Фернандо Фігероа (1907–1911) реформи були частково згорнуті (так, оплата за «урок» була зменшена в пять разів, з 1 колона до 18 сентаво), однак після неврожаю та війни з Гондурасом в 1907 році фінанси вийшли з-під контролю, і в 1910-ті роки об'єм зовнішнього боргу країни становив 20 млн доларів.
Після початку Першої світової війни вплив європейського капіталу на економіку Сальвадору значно зменшилось, а вплив США — навпаки, почав все більше зростати. Так, США надали президенту Мелендесу позику в розмірі 16 млн доларів, що дозволило виплатити зовнішній борг Англії, покрити частину внутрішнього боргу та закріпити економічну залежність Сальвадору від уряду та кредитно-фінансових інститутів США.
Світова економічна криза 1929–1933 років важко відзначився на економіці Сальвадору: ціни на каву, який давав в той час 90% експортної продукції країни, впали в 3,6 разів — з 44 до 12 колонів за кінталь («стандартний мішок», 46 кг). В результаті, збанкрутувало багато підприємців і виробників, безробіття стала масовою, всюди знизилась заробітна плата (для держ. службовців — на 30% до 1932 році), але й її виплачували не своєчасно та не повністю. При цьому, на всій території країни мало місце стрімкий ріст злочинності. В таких умовах в січні 1932 року відбулося масове повстання селян, жорстоко придушене урядовими силами.
До початку Другої світової війни суттєві позиції в економіці Сальвадору займали англійські та німецькі капітали. Так, генеральний консул Німеччини в Сальвадорі очолив «Іпотечний банк» країни. В 1938 році об'єм англійських інвестицій в економіку Сальвадору становив 1,1 млн фунтів стерлінгів, однак подалі притік грошей практично зупинився і основним джерелом фінансування є реінвестиції.
Упродовж Другої світової війни, з 1939 по 1945 роки США стали єдиним постачальником промислових виробів і пального для Сальвадору, а також основним ринком збуту продукції національної економіки. Після завершення Другої Світової війни другою (після кави) важливою експортною культурою в країні стає бавовник.

### Економіка Сальвадору після закінчення Другої Світової війни
В період правління О. Осоріо (1950–1956) активізувалось міське будівництво, в цей період були побудовані перша ГЕС, «золотий міст» через річку Лемпа, відкриті декілька нових шкіл.
Уряду О. Осоріо та Х. М. Лемуса (1956–1960) проводили політику посиленого притоку в країну іноземного капіталу та уклали зі США ряд згод про фінансову та технічну допомогу.
В 1960 році Сальвадор, Гватемала, Гондурас, Коста-Рика та Нікарагуа підписали договір про створення організації «Центральноамериканський загальний ринок» з ціллю прискорити економічний розвиток шляхом об'єднання матеріальних і фінансових ресурсів, ліквідації торгово-митних обмежень та координації економічної політики.
Однак ситуація в економіці суттєво ускладнила економічна криза кінця 1950-тих — початку 1960-тих років, яка була зв'язана з падінням світових цін на каву.
В 1960-ті роки уряди генерала Х. А. Рівера (1962–1967) та Ф. Санчеса Ернандеса (1967–1972) уклали нові договори про економічну допомогу та займи.
Після війни з Гондурасом в 1969 році ситуація в економіці суттєво ускладнилась: ціною воєнної перемоги стало погіршення дипломатичних відносин із сусідніми країнами, розрив багатьох складених господарських зв'язків і необхідність репатріації на своєї території значної кількості біженців.
29.07.1969 Організація американських держав прийняла економічні санкції проти Сальвадору.

### Економіка Сальвадору перед початком громадянської війни (1970–1979)
В 1971 році Сальвадор був економічно слаборозвиненою аграрною країною, яка спеціалізується в основному на виготовленні експортних с/г культур. При цьому, в сільському господарстві були широко поширені різні форми оренди та напівфеодальної експлуатації, при гострому «земельному голоду» 59% всієї оброблюваної землі належало 2,5% найбільших господарств розміром понад 50 га. Важливі позиції в економіці займав іноземний капітал (головним чином, США).
В 1972 році, валовий національний продукт становив 2890 млн. колонів, в 1977 році — 3378 млн колонів. Основою економіки було сільське господарство (26% ВНП) та зв'язані з ним лісозаготівлі та лісові промисли (збір смоли «перуанський бальзам»), а також торгівля та сфера послуг (22% ВНП), в меншій мірі промисловість (19% ВНП), зв'язок і транспорт (5% ВНП), будівництво (3%).
В 1970-ті роки монокультурне с/г виробництво забезпечувало 90% доходів від експорту, основним товаром досі залишалась кава (140 тис. га посівних площ, щорічний валовий збір 140–143 тис. тон, 40-41% від об'єму експорту в грошовому еквіваленті), в меншій мірі бавовник (70 тис. га посівних площ, щорічний валовий збір 67-81 тис. т, 25% від об'єму експорту), цукор (6%) та креветки (2%). Для внутрішнього споживання вирощували кукурудзу, сорго, квасолю, цукровий очерет, рис, фрукти та овочі, какао, тютюн, індиго, хенекен. Тим не менш, недолік продовольства змусив купувати за кордоном квасолю, маїс, овочі та інші продукти харчування.
Промисловість була представлена головним чином підприємствами по переробці с/г сировини; підприємствами харчової, текстильної та швейної промисловості. Попри те, що доля міського населення склала 40,2%, чисельність робітничого класу була порівняно невисока: 140 тис. фабрично-заводських і 82 тис. сільських найманих робітників
В жовтні 1974 року урядом був прийнятий закон «про стимулювання експорту», а також оголошено про створення «зони вільної перемоги» в Сан Бартоло, неподалік від міжнародного аеропорту Ілопанго.
До 1976 року 100 тис. селян були безземельними. В 1979 році рівень безробіття в країні досяг 40% населення

### Економіка Сальвадору в період громадянської війни (1980–1992)
Тривала громадянська війна нанесла значний збиток економіці Сальвадору: в ході боїв і диверсій ФНЗФМ були зруйновані та пошкоджені багато об'єктів промисловості, соціальної та транспортної інфраструктури («практично кожний міст в країні був зірваний в крайньому випадку один раз»).
В 1979–1982 роки ВВП скоротився на 22,3%, а в розрахунку на душу населення — з 820 доларів (в 1978 році) до 620 доларів (в 1982 році) [в постійних цінах 1980 року].
В 1980–1984 роки об'єм експорту промислової продукції скоротився на 20%, до 1984 року виробничі потужності промисловості Сальвадору використовувались лише на 52%.
Зовнішній борг країни до 1985 року досяг 1 900 млрд доларів США, на обслуговування заборгованості витрачали приблизно половини експортного доходу.
В 1986 році основою економіки як і раніше було сільське господарство (18% ВНП), тут було зайнято 40% працездатного населення і воно приносило понад 80% валютного доходу. Збільшилось значення сфери послуг та торгівлі (54% ВНП), зменшилось — обробна промисловість (15% ВНП), транспорт і зв'язок (4% ВНП).
В 1986 році рівень повного та часткового безробіття досяг 40% працездатного населення; 68,1% населення проживало в бідності, в тому числі 50,6% мали доходи, недостатні для забезпечення мінімально необхідного харчування.

### Економіка Сальвадору після громадянської війни (1992–2000)
На початку 1990-тих років після завершення громадянської війни рівень безробіття в країні досяг 60% економічно активного населення, багато підприємств були зруйновані чи не функціонували. В 1992 році уряд почав неоліберальні реформи. Були скорочені державні витрати, в 1993 році — президентом Альфредо Крістіані з «близьким кругом» своїх прибічників, отримавши назву «апостоли» (The Apostles) були знову приватизовані банки (націоналізовані ще в 1980 році) та ряд підприємств.
В 1998 році повінь та ураган «Мітч» нанесли значний збиток економіці країни.
Станом на 2001 рік, ВВП країни становив 11,8 млрд доларів США (1900 $ на душу населення), об'єм зовнішнього боргу — 4,0 млрд доларів. Основою економіки залишався сільське господарство (25% ВВП), в якому було зайнято 40% працездатного населення, при цьому велика частина селян є безземельними. Основними експортними товарами залишались кава, цукровий очерет і цукор-сирець, бавовна та бавовник, папір, креветки та одяг (одяг постачається в основному в Гватемалу). Імпортувались машини та обладнання, добрива, а також товари народного вжитку та продукти питання (країна не забезпечує себе продуктами харчування). Станом на 2000–2001 рік Сальвадор був однією з найбідніших країн Латинської Америки (в злиднях проживало 75% населення).

## Сучасний стан
Весною 2006 року Сальвадор підписав новий торговельний договір із США та країнами Центральної Америки (CAFTA — Central America Free Trade Agreement).
Станом на 2007 рік, валовий внутрішній продукт країни становив 35,97 млрд доларів США (в перерахунку на душу населення — 5200 доларів на людину). Об'єм зовнішнього боргу становив 8840 млн доларів (32% ВВП).

### Сільське господарство
В сільському господарстві зайнято 30% працездатного населення і дає 12% ВВП. Головною експортною статтею є кава, який вже давно перетворився в монокультуру. У 2002 році зібрано 91,5 млн т кави, за цим показником Сальвадор знаходиться на 17 місті у світі. Цукровий очерет вирощуються як на плантаціях, так і в малих господарствах. Для внутрішнього споживання вирощуються кукурудза, рис і хенекен (сізаль).

### Промисловість
Промисловість значно постраждала під час громадянської війни. Головні галузі промисловості — харчова, хімічна та текстильна.

### Енергетика
На ГЕС виробляється приблизно половини електроенергії. Інша половина виробляється на ТЕС. В 2004 вироблено 5,293 млрд кВт енергії. Її експорт становив 95,5 млн кВт, 11,2 млн кВт було імпортовано.

### Транспорт
Автодороги
- всього — 10886 км, в тому числі
  - з твердим покриттям — 2827 км
  - без твердого покриття — 8059 км

Залізниці
- всього — 283 км

Аеропорти
- всього — 65
  - з твердим покриттям — 4
  - без твердого покриття — 61

## Торгівля
- Експорт: 3,686 млрд доларів
- Статті експорту: кава, цукор, креветки, електроенергія
- Імпорт: 7326 млрд доларів
- Статті імпорту: машини, паливо, продовольство